# 格萊姆·斯旺
格萊姆·斯旺（英語：Graeme Swann；1979年3月24日—）是一位前英格蘭板球運動員。他出生在北安普敦。凱文曾經代表英格蘭板球代表隊參賽。在2013至2014賽季之後，他宣布退役。